# Світлякові

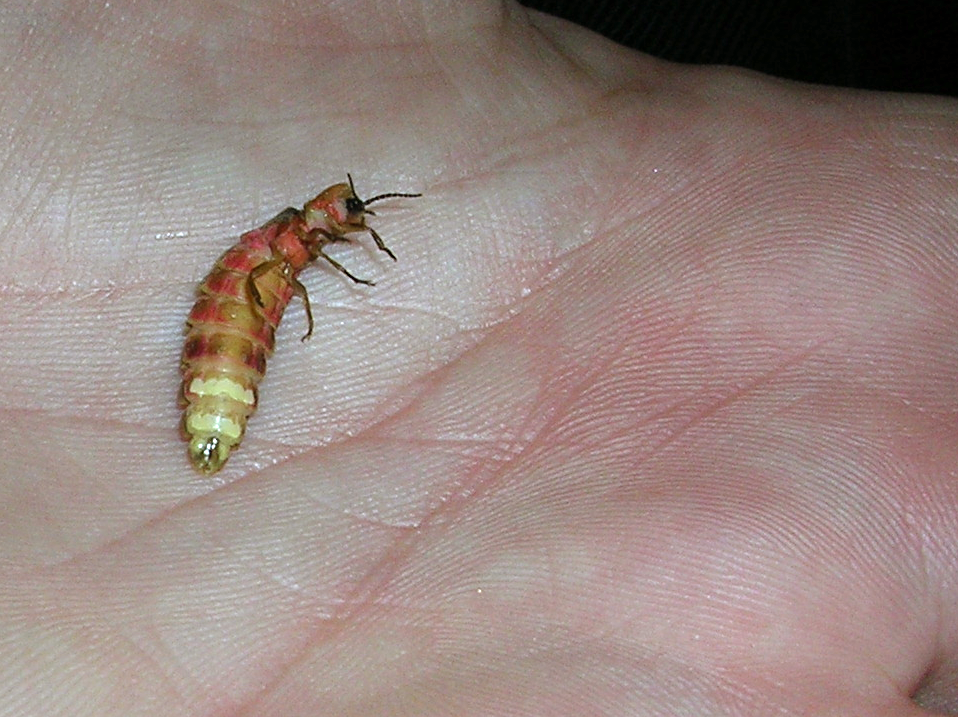
Личинка світляка

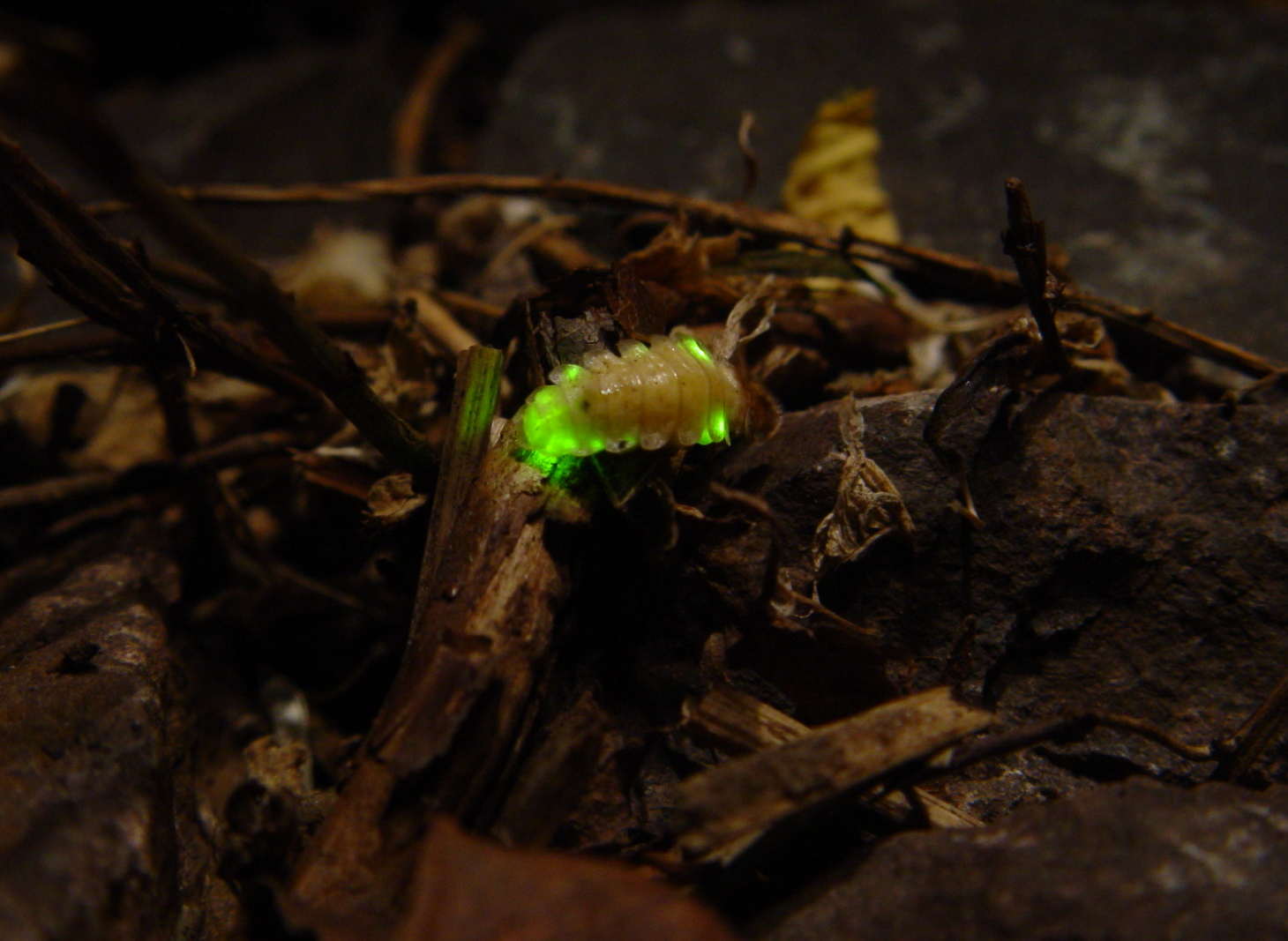
Firefly larva

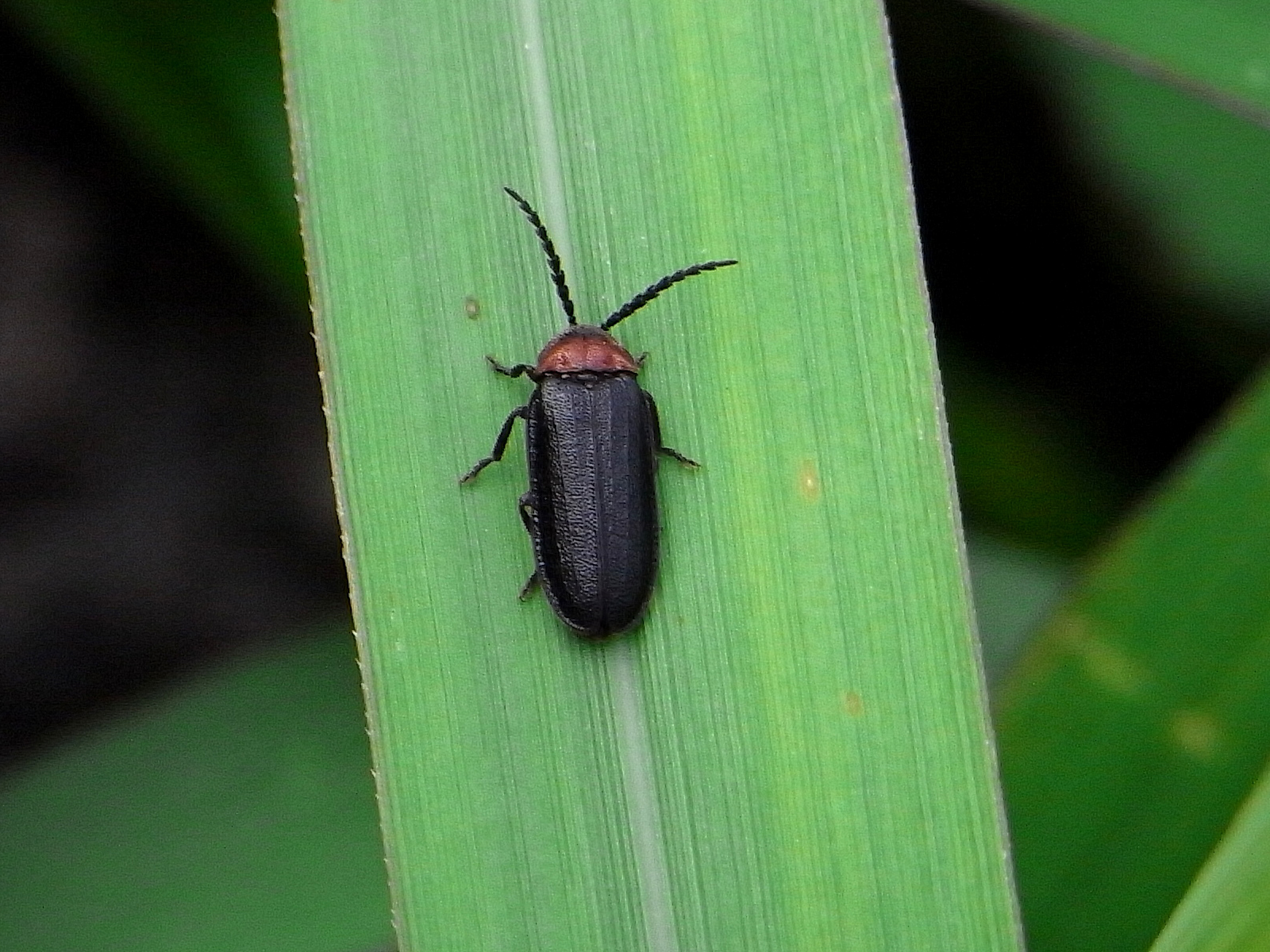
Cyphonocerus ruficollis

Світляко́ві (Lampyridae) — родина комах з ряду жуків (Coleoptera), яка об'єднує близько 2000 видів. Представники цього таксону відомі здатністю до біолюмінесценції.

## Опис
Світлячки — невеликі комахи 1-2,5 см завдовжки. Голова маленька, з великими очима. Вусики короткі або середньої довжини, їх форма варіює від нитчастої до гребінчастої. Верхня губа розвинена. У багатьох видів ротовий апарат редукований. Покриви тіла зазвичай м'які або помірно склеротизовані. Статевий диморфізм властивий більшості світляків. Він полягає в редукції крил у самиць, внаслідок чого вони втрачають здатність літати і стають схожими на личинок. У видів з незначним статевим диморфізмом самиці схожі на самців.
Органи, що випромінюють світло, знаходяться найчастіше в задній частині черевця, рідше розташовані попарно по боках черевних сегментів. Кожен такий орган являє собою низку клітин-фотоцитів, обплетених трахеями та нервами. Фотоцити наповнені речовиною люциферином, яка збагачується киснем, що надходить до клітин через трахеї. Внаслідок окиснення хімічна енергія вивільнюється у вигляді світла. Хвильовий діапазон доволі широкий і залежить від виду комахи. Світляки можуть випромінювати жовте, зелене, блакитне, червоне світло.
Личинки наземні або водні, з пласким тілом. Водні личинки мають розгалужені черевні зябра.

## Поширення
Ці жуки найбільшого різноманіття досягають у тропічних широтах, проте зустрічаються і у помірному кліматі. Їх можна зустріти у Європі, Північній Америці, Азії — від Японії на півночі до Малайзії на півдні. Світляки полюбляють місця з помірною та високою вологістю, зустрічаються на болотах, луках, в лісах, в лісостепу поблизу води. Деякі тропічні види мешкають у печерах.